# 古典的モジュラー曲線
数論において、古典的モジュラー曲線とは既約な平面代数曲線であって、方程式
Φn(x, y) = 0
を満たし、点 (x, y) = (j(nτ), j(τ)) が曲線の上にあるようなものである。ここで、j(τ) は j-不変量のことを指す。
この曲線は X0(n) と呼ばれることもあるが、X0(n) という記法はさまざまなモデルを持つような抽象的な代数曲線に対して使われる。関連する対象に、古典的モジュラー多項式という、Φn(x, x) で定義される一変数多項式もある。古典的モジュラー多項式という名前は、二変数多項式 Φn(x, y) を指して使われることもある。
古典的モジュラー曲線はモジュラー曲線の広大な理論の一部分であることに注意されたい。特に、古典的モジュラー曲線は複素上半平面 H の商のコンパクト化として表現することもできる。

## モジュラー曲線の幾何

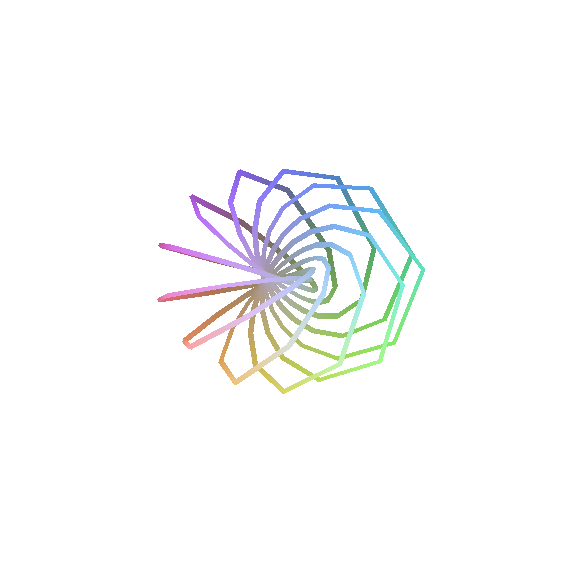
Knot at infinity of X_{0}(11)

古典的モジュラー曲線は X0(n) と表記される。多項式 Φn(x, y) は整数係数を持ち、それゆえ任意の体で定義される。しかし、係数は相当に大きく、この曲線に対する計算は難しい場合がある。Z[y] 係数の x に関する多項式としてみると、古典的モジュラー多項式の次数は ψ(n) である。ここで ψ は デデキントのψ関数 である。Φn(x, y) = Φn(y, x) であるため、 X0(n) は直線 y = x に関して線対称であり、Φn(x, x) = 0 の重根において特異点を持ち、そこで古典的モジュラー曲線は自分自身と交差する。

## モジュラー曲線のパラメータ付け
n = 1, 2, 3, 4, 5, 6, 7, 8, 9, 10, 12, 13, 16, 18, 25 に対しては、 X0(n) の種数は 0 である。そのため、有理関数によるパラメータ付けができる。非自明な中で最も単純である例は X0(2) であり、
{\displaystyle j_{2}(q)=q^{-1}-24+276q-2048q^{2}+11202q^{3}+\cdots =\left({\frac {\eta (q)}{\eta (q^{2})}}\right)^{24}}
を (定数項を無視した) モンスター群のクラス 2B の元に対するマッカイ・トンプソン級数とし、η をデデキントのイータ関数としたとき、
{\displaystyle x={\frac {(j_{2}+256)^{3}}{j_{2}^{2}}},}
{\displaystyle y={\frac {(j_{2}+16)^{3}}{j_{2}}}}
は j2 の有理関数による X0(2) のパラメータ付けである。このパラメータ付けを使う際実際に j2 を計算する必要はない。j2 の部分は任意のパラメータと見なすことができる。

## 具体例
これらの具体例はによる。
{\displaystyle \Phi _{1}(x,y)=x-y}
{\displaystyle \Phi _{2}(x,y)=(x^{3}+y^{3})-162000(x^{2}+y^{2})+1488xy(x+y)-x^{2}y^{2}+8748000000(x+y)+40773375xy-157464000000000}